# Rivolta di Kumanovo
La rivolta di Kumanovo (in serbo Кумановски устанак?, Kumanovski ustanak; in macedone Кумановско востание?, Kumanovsko vostanie), conosciuta anche come rivolta o insurrezione dei Serbi nei distretti di Kumanovo e Palanka, fu una rivolta organizzata da un'assemblea dei capi dei distretti ottomani (kaza) di Kumanovo, Kriva Palanka e Kratovo nel Vilayet del Kosovo (nell'odierna Macedonia del Nord) nel 1878. Il movimento tentò di liberare la regione dalle mani dell'Impero ottomano e di unificarla con il Principato di Serbia, che all'epoca era in guerra con gli ottomani. Dopo la liberazione di Niš da parte dell'esercito serbo il 31 dicembre 1877, la ribellione iniziò il 20 gennaio 1878 con operazioni di guerriglia durante la liberazione di Vranje da parte dell'esercito. I ribelli ricevettero aiuti segreti dal governo serbo. La rivolta durò quattro mesi fino alla sua soppressione il 20 maggio, durante la quale gli ottomani si vendicarono con atrocità sulla popolazione locale.

## Contesto

### Guerra serbo-ottomana
La rivolta dell'Erzegovina (1875-1877), sostenuta ufficiosamente dagli stati di Serbia e Montenegro, scatenò una serie di ribellioni contro l'Impero ottomano in tutta Europa, come la rivolta bulgara di aprile e quella della ribelle Velika Begovica. Il 18 giugno 1876 Serbia e Montenegro dichiararono guerra all'Impero ottomano. Durante i due mesi successivi, l'esercito serbo mal preparato e mal equipaggiato, sebbene aiutato da volontari russi, non riuscì a raggiungere gli obiettivi offensivi. L'esercito riuscì tuttavia a respingere l'offensiva ottomana in Serbia e il 26 agosto la Serbia supplicò le potenze europee di mediare per porre fine alla guerra. Un ultimatum dato dalle potenze europee costrinse la Sublime porta a concedere alla Serbia un cessate il fuoco di un mese e ad avviare i negoziati di pace. Le condizioni di pace turche, tuttavia, furono rifiutate dalle potenze europee in quanto troppo dure. All'inizio di ottobre, scaduta la tregua, l'esercito ottomano riprese la sua offensiva e i serbi si disperarono rapidamente. Di conseguenza, il 31 ottobre 1876, la Russia emise un ultimatum che richiedeva all'Impero ottomano di fermare le ostilità e firmare una nuova tregua con la Serbia entro le 48 ore, una richiesta sostenuta dalla mobilitazione di un massimo di 20 divisioni dell'esercito russo. Il sultano Abdul Hamid II accettò le condizioni dell'ultimatum ma la brutalità ottomana nella guerra e la violenta repressione della rivolta dell'Erzegovina provocarono pressioni politiche all'interno della Russia, che si considerava la protettrice dei serbi, in azione contro l'Impero ottomano. Ciò portò alla guerra russo-turca (24 aprile 1877 - 3 marzo 1878). L'esercito serbo avanzò nella Vecchia Serbia e liberò Niš il 12 gennaio 1878 e poi Vranje il 31 gennaio 1878.
Le guerre della Serbia e del Montenegro, e poi della Russia, contro gli ottomani motivarono i movimenti di liberazione tra il popolo in Kosovo e Metohija e Macedonia (conosciuta all'epoca come "Vecchia Serbia" o "Serbia meridionale"). La Serbia cercò di liberare il Vilayet del Kosovo (sangiaccati di Niš, Prizren, Skopje e Novi Pazar). All'esercito serbo si unirono i serbi del sud che formarono distaccamenti speciali di volontari, con un gran numero provenienti dalla Macedonia, che volevano liberare le loro regioni d'origine e unificarle con la Serbia. Questi volontari si infiltrarono nei distretti di Kumanovo e Kriva Palanka. Quando fu firmata la pace tra serbi e ottomani, questi gruppi condussero una guerriglia indipendente sotto la bandiera serba, che fu portata ed estesa molto a sud della linea di demarcazione. L'avanzata serba nella Vecchia Serbia (1877-1878) fu seguita nella regione da varie insurrezioni che richiamarono la causa serba, inclusa una notevole che scoppiò nelle kaza di Kumanovo, Kriva Palanka e Kratovo.

### Preludio
Dopo la liberazione serba di Niš, gli abitanti di Kumanovo attendevano l'esercito serbo mentre si avvicinava a Vranje e al Kosovo. Il fuoco dell'artiglieria serba fu udita per tutto l'inverno del 1877-1878. Le truppe albanesi ottomane di Debar e Tetovo fuggirono dal fronte e attraversarono il fiume Pčinja, saccheggiando e violentando lungo la strada.
Il 18 gennaio 1878, diciassette albanesi armati scesero dalle montagne nel villaggio di Oslare. Arrivarono prima alla casa di Arsa Stojković, che saccheggiarono e svuotarono davanti agli occhi del proprietario, facendolo infuriare e costringendolo a prendere a pugni uno degli albanesi. Gli spararono allo stomaco, ma ancora vivo, colpì con un palo alla testa del suo tiratore, morendo con lui. Gli abitanti dei villaggi locali entrarono quindi rapidamente in un conflitto armato con gli albanesi, uccidendoli.
Il 19 gennaio 1878, quaranta disertori albanesi in ritirata dall'esercito ottomano fecero irruzione nella casa dell'anziano Taško, un servo che viveva vicino Bujanovac, legarono i maschi, violentarono le sue due figlie e le due nuore e poi procedettero a saccheggiare la casa e lasciare il villaggio. Taško si armò e convinse il villaggio a vendicarsi, tracciando le impronte degli aggressori nella neve. Il primo gruppo di aggressori, sei di loro, vennero trovati ubriachi a Lukarce, dove furono picchiati a morte. Alla fine uccisero tutti e quaranta.
Questo piccolo gruppo di abitanti del villaggio per rappresaglia si trasformò rapidamente in una rivolta, con i ribelli che attraversarono armati a cavallo i villaggi di Kumanovo e Kriva Palanka. Il movimento si rafforzò quando Mladen Piljinski e i suoi seguaci uccisero un gruppo di haramibaşı albanesi ottomani, Bajram Straž e i suoi sette amici, le cui teste mozzate furono acquistate come trofei e usate come vessilli nei villaggi.

## Rivolta
Il 20 gennaio 1878, i ribelli scelsero il sacerdote ortodosso Dimitrije Paunović, di Staro Nagoričane, e Veljan Cvetković, di Strnovac, come loro capi. La rivolta fu organizzata e guidata dai capi distrettuali di Kumanovo, Kriva Palanka e Kratovo. I prominenti ribelli di Kumanovo giurarono nella chiesa locale di combattere per la causa serba fino alla loro morte. Uno di questi ribelli fu il ricco mercante Denko Krstić (1824-1882) di Mlado Nagoričane, una delle persone più influenti di Kumanovo ai suoi tempi. La mattina del 21 gennaio, l'esercito serbo entrò nei villaggi di Četirce e Nikuljane, tra l'entusiasmo della gente del posto, che si radunò sulle rive ghiacciate del fiume Pčinja. I ribelli, che ammontavano a circa 1 000, si incontrarono con i volontari dell'esercito serbo. Nei giorni seguenti, l'esercito serbo fu fermato dopo che i russi, loro alleati, fecero pace con gli ottomani. Nel frattempo, il 26 gennaio, i rifugiati cristiani dei villaggi abitati da albanesi si recarono a Pristina con la notizia che a Gračanica erano stati eretti avamposti serbi. Lo stesso giorno, albanesi armati si radunarono nel mahala (quartiere) abitato dai serbi di Panađurište a Pristina e avviarono un massacro di serbi. Sotto la pressione degli inglesi, la Russia accettò la tregua offerta dall'Impero ottomano il 31 gennaio 1878, ma continuò a muoversi verso Costantinopoli.
I ribelli avevano epurato le contee di Kumanovo e Palanka da turchi e albanesi, ma in seguito al trattato di pace, i bey, hodja, soldati e rifugiati iniziarono a tornare alle loro case. All'inizio di febbraio, gruppi di profughi rientrati si riunirono nel cimitero di Kumanovo progettando un massacro dei serbi nella città, ma all'imbrunire del giorno successivo, circa 200 ribelli serbi arrivarono nei vigneti per impedire il massacro. Furono scambiati colpi di arma da fuoco e due jandarma ottomani (gendarmeria) furono uccisi dai ribelli.

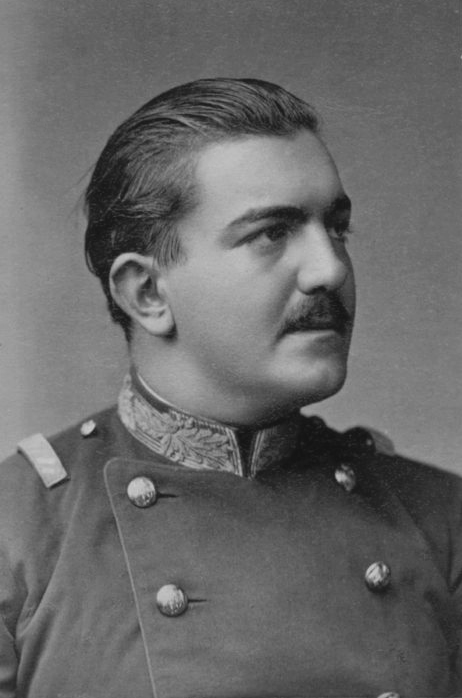
I ribelli si appellarono al principe Milan IV (fotografia del 1870-1880)

I ribelli e i membri di spicco di quaranta villaggi serbi si riunirono nel monastero di Zabel a Nikuljane, dove decisero di chiedere le armi alprincipe Milan IV di Serbia. In cambio del suo sostegno, promisero la loro devozione, lealtà e futura unione con la Serbia. Fecero anche fatto appello ai generali serbi, chiedendo loro di essere forniti segretamente di armi e munizioni. Inoltre, nella casa del prota Dimitrije a Kumanovo, dieci veterani giurarono sulla Bibbia che non avrebbero rinunciato alla loro battaglia, si baciarono e scrissero una richiesta al principe Milan che Kumanovo e i suoi dintorni venissero unificati la Serbia. La petizione, cucita sulla sella di Tasa Kostić-Civković, fu portata negli avamposti serbi attraverso il Monastero di San Prohor Pčinjski, un successivo centro ribelle. A quel tempo, altri due inviati ribelli arrivarono al villaggio di Rataje vicino Vranje e si incontrarono con il generale Jovan Belimarkovic, al quale chiesero armi. Il generale promise loro 2 000 fucili, che dovevano essere ricevuti nel monastero di Prohor Pčinjski.
Dopo aver sentito che avrebbero ricevuto armi, i ribelli furono avvicinati dagli abitanti dei villaggi di Palanka e Kratovo, fino a Deve Bair, il sito della linea di demarcazione russa. Questi villaggi non erano stati sopravanzati dall'Esarcato bulgaro. 4 000 serbi si radunarono sui campi ghiacciati di Palanka e Kumanovo. La Bulgaria fu allarmata dai ribelli di Kumanovo e mandò i loro agenti a consegnarli all'Esarcato. Il sacerdote esarchico Mihajlo tentò di convincere i ribelli a consegnarsi ai funzionari bulgari, ma gli abitanti del villaggio indignati lo attaccarono dopo averlo sentito. Fu assolto dall'accusa di oneri capitale, ma esiliato, dal tribunale ribelle di Zabel. Morì poco dopo in Bulgaria per le percosse. Il conflitto in seguito si intensificò. Le truppe albanesi furono inviate alla collina di Santa Parascheva sull'altura di Četirce e Nikuljane, ma furono sconfitte e tornarono. Haramibaşı Fehat (o Fetah) di Mutlovo, una ragazza di nome Halime, e un gruppo di sette parenti, si recarono in una casa vicino Kozjak nel tentativo di uccidere Velika Begovica, un'importante donna ribelle. Non trovarono Begovica, ma incontrarono Veljan Strnovski e Jaćim Čelopečki, che combatterono ma non riuscirono a uccidere. Haramibaşı Fehat e circa altri venti furono poi uccisi nelle foreste vicino Četirce, con Fehat che fu colpito al cuore con due proiettili. Dopo essere sopravvissuto alla sua battaglia, Čelopečki legò al suo asino le teste dei ribelli caduti. I restanti albanesi portarono il cadavere di Fehat a Mutlovo. Halime morì, in seguito a un ginocchio spappolato.
A questo punto, gli ottomani di Istanbul, oltre ai bulgari, iniziarono a temere i ribelli di Kumanovo. I messaggi furono inviati e fu offerta l'amnistia. Tuttavia, i due delegati ottomani che furono inviati a Zabel dovettero informare la Porta che i ribelli avevano rifiutato tutte le offerte dicendo che avrebbero combattuto fino all'unificazione con la Serbia o alla morte. Il desiderio di unificazione tra i serbi meridionali iniziò a intensificarsi, spingendo i contadini di regioni lontane ad unirsi ai ribelli. I ribelli fecero nuovamente una petizione al principe Milan e all'imperatore russo per l'unificazione con la Serbia.
Con il Trattato di Santo Stefano del 3 marzo 1878 e l'annuncio della costituzione della Grande Bulgaria, furono inviati ulteriori appelli al principe Milan per l'unificazione della Macedonia con la Serbia, contro la minaccia della Bulgaria che rivendicava la Macedonia. Il 10 maggio si riunì un'assemblea in cui i rappresentanti della nahiya di Skopje, Tetovo, Debar, Kičevo, Prilep, Kratovo, Kočani, Štip, Veles e Kriva Reka, tra gli altri, compresi i capi ribelli, kmet, e il clero, firmarono una petizione indirizzata al principe Milan, al Congresso di Berlino e alla Russia, per l'annessione di quei territori alla Serbia. Chiesero al principe Milan "in ginocchio" di unire "la nostra terra e la Santa Madre Serbia, e di non sostituire la dura e truce schiavitù turca (ottomana) con quella bulgara, peggiore e più oscura". Scrissero anche che gli abitanti della nahiya erano "puri serbi" e che "la nostra terra, l'antica Serbia, è vera e pura, il che è evidente dagli unici e puri monumenti serbi, di cui abbondano le nostre terre", ed enumerarono diverse chiese e monasteri di quelle nahiya. Ci furono 170 firme con altri 44 sigilli municipali ottomani ufficiali.
All'avvicinarsi del Congresso di Berlino, iniziato il 13 giugno, la Porta decise di distruggere la rivolta, che diveniva un rischio crescente per l'Impero ottomano. Su ordine di Istanbul, il generale di brigata Hafuz Pascià partì da Pristina e guidò cinque campi ottomani con nuovi cannoni contro i ribelli. Egli aveva guidato una brigata che soppresse la rivolta d'aprile del 1876.
Il 20 maggio, i ribelli, consapevoli della loro impotenza, attesero Hafuz Pascià alla periferia del territorio ribelle sulla collina di Santa Parascheva. Il fuoco dei cannoni, come "meteoriti mortali", ruppe la resistenza dei ribelli. I ribelli ancora una volta si difesero sul caldo e spoglio Čelopek. Sotto il cielo limpido, una nuvola bianca e densa "coprì la loro sconfitta". Al crepuscolo dei bombardamenti e delle cannonate, i contadini fuggirono per i loro figli e le loro mogli nei villaggi. La gente andava avventatamente verso le montagne per ripararsi, mentre altri, sconvolti, si gettavano lungo le ripide sponde del fiume Pčinja, che si diceva fosse diventato rosso di sangue. Giovani donne e ragazze annegarono.
La rappresaglia ottomana fu grande, e "atrocità e malvagità senza precedenti caddero sulla terra dei ribelli". I ribelli catturati furono uccisi in modi crudeli. Donne, ragazze, bambini e ragazzi furono stuprati. Le ragazze venivano portate nei campi ottomani dove, nude, servivano vino ai soldati e compivano atti sessuali. Gli anziani venivano frustati fino a che non crollavano. I giovani contadini venivano legati per i piedi e arrostiti sul fuoco, con le mosche che sciamavano sulle loro ferite aperte. All'alba circa 900 case nella comunità stavano bruciando. I ribelli persero l'ultimo dei loro territori dopo la loro sconfitta da Hafuz Pasha il 20 maggio 1878.
Tre colonne di ribelli incatenati e catturati, di 150 persone, furono guidate lungo la polverosa strada di Skopje dai soldati ottomani ubriachi della vittoria e dalla rakija dei contadini. Camminarono verso Pristina, ma la maggior parte dei ribelli morì lungo la strada. I soldati trafissero i corpi dei prigionieri rimasti con le baionette e li lasciarono morire sulla strada.
I ribelli sopravvissuti si nascosero nel Kozjak e nel Đerman. Diversi leader ribelli e i loro seguaci riuscirono a fuggire in Serbia, dove si stabilirono nelle spopolate contee di Toplica e Vranje, e vissero "affamati e umiliati... [mentre] furono dati aiuti e premi per servire come pandur" (poliziotti). Veljan e Jaćim lasciarono le loro case, famiglie e amici per vivere vite solitarie, sconosciute e povere a Vranje.
In seguito alla rivolta, il governo ottomano in particolare vietò l'uso dell'appellativo "serbo". Inoltre, il nazionalismo serbo in Macedonia fu perseguitato, mentre la propaganda bulgara nella regione divenne più comune. Le migrazioni di massa dalla Macedonia alla Serbia seguirono dopo le rappresaglie, con i loro ex villaggi insediati da albanesi (come a Matejche, Otlja, Kosmatec, Murgash e altri).

## Conseguenze

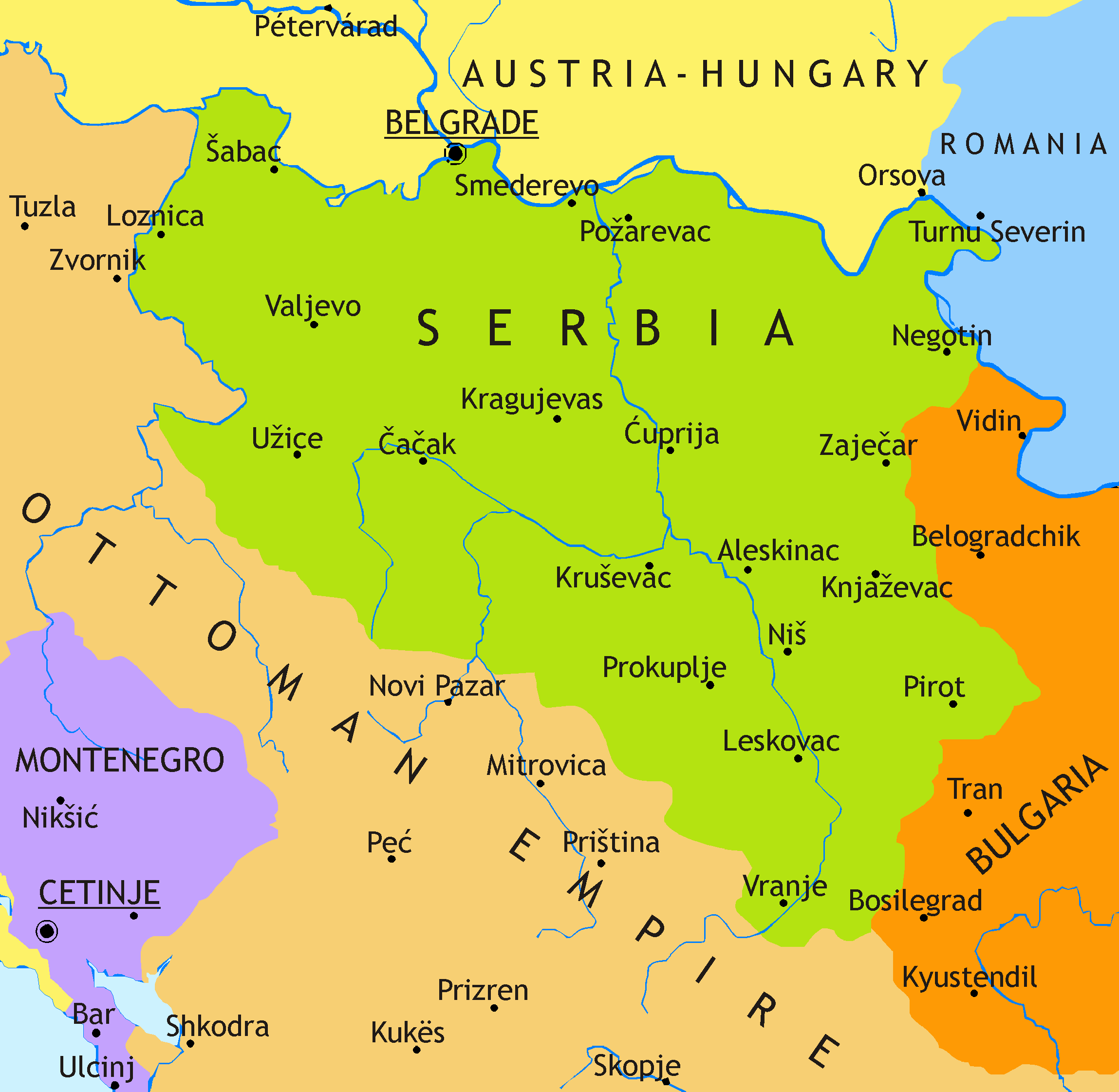
Principato di Serbia nel 1878.

Dopo la rivolta, i serbi nella regione di Vranje firmarono un memorandum sull'adesione alla Serbia. Un noto locale, Stamenko Stošić Torovela, portò il memorandum a Nikolay Pavlovich Ignatyev, un funzionario russo e principale sostenitore bulgaro. Ignatijev, rifiutandolo, ha respinto il memorandum in faccia a Torovela, che riuscì a fuggire oltre il confine bulgaro dagli agenti bulgari che cercarono di ucciderlo.
Il 15 giugno 1878 si tenne un'assemblea a Zelenikovo, a sud-est di Skopje, dove 5 000 abitanti del villaggio delle nahiya di Veles, Skopje e Tikveš chiesero l'unificazione con la Serbia dal principe Milan IV. La richiesta arrivò con 800 sigilli di comuni, chiese e monasteri, oltre a 5 000 firme, impronte e croci. Sfortunatamente, il vettore che consegnava il messaggio fu intercettato il 16 giugno sulla strada Skopje-Kumanovo, da una gendarmeria ottomana che era stata avvertita da un insegnante bulgaro. Ci fu una sparatoria e quando i proiettili del corriere si esaurirono, strappò e ingoiò alcuni dei fogli prima di essere colpito. La maggior parte della petizione fu distrutta; tuttavia, vennero identificate 600 firme e 200 dei firmatari identificati furono immediatamente uccisi, mentre gli altri furono imprigionati e morirono in carcere. 50 di questi prigionieri furono successivamente rilasciati dalle casematte ottomane.
Successivamente furono inviate petizioni da tutte le parti della Macedonia al Congresso di Berlino (13 giugno - 13 luglio 1878) affermando che la Macedonia doveva unirsi alla Serbia e che non apparteneva a nessun altro paese. Il comunicato ufficiale recita:
Dopo la guerra, il governo militare serbo inviò armamenti e aiuti ai ribelli in Kosovo e Macedonia. Bande ribelli cristiane si formarono in tutta la regione. Molte di queste bande, organizzate privatamente e aiutate dal governo, furono stabilite in Serbia e solcavano il territorio ottomano.
All'inizio del 1880, circa 65 capi ribelli (glavari), provenienti da quasi tutte le province meridionali della Vecchia Serbia e della Macedonia, inviarono un appello a M.S. Milojević, l'ex comandante dei volontari nella guerra serbo-ottomana (1876-1878), chiedendogli, su richiesta del governo serbo, che preparasse loro 1 000 fucili e munizioni, e che Milojević venisse nominato comandante dei ribelli, permettendogli di attraversare il confine e iniziare la ribellione. I capi furono tra i più influenti nei distretti di Kumanovo, Kriva Palanka, Kočani, Štip, Veles, Prilep, Bitola, Ohrid, Kičevo e Skopje. L'appello fu firmato da Spiro Crne, Mihajlo Čakre, Dime Ristić-Šiće, Mladen Stojanović " Čakr-paša ", Čerkez Ilija, Davče Trajković e altri 59 ribelli ed ex volontari dell'esercito serbo. La risposta del governo serbo risulta sconosciuta; è probabile che non avesse risposto. Da queste intenzioni, solo nella regione di Poreče, provincia compatta e etnicamente uniforme, si ottenne un risultato più ampio. A Poreče interi villaggi si rivoltarono contro gli ottomani. Considerata una continuazione della rivolta di Kumanovo, la rivolta di Brsjak iniziò il 14 ottobre 1880 e scoppiò nella nahiya di Kičevo, Poreče, Bitola e Prilep. Il movimento fu attivo per poco più di un anno, e infine soppresso dalla jandarma ottomana (gendarmeria).

## Eredità storica
La rivolta è commemorata nella poesia epica della Macedonia.

### Esplicative
1. ↑  Comandanti e leader:

Dimitrije Pop Paunović (Dimko Nagorički), prete ortodosso da Staro Nagoričane, fondatore

Veljan Cvetković (Veljan Strnovski, Čiča Veljan), da Strnovac, fondatore e leader ribelle

Jaćim (Čelopečki), da Čelopek, leader ribelle

Una poesia contemporanea enumera i seguenti capi: Dimko Nagorički, Veljan Strnovski, Jaćim Čelopečki, Dimiško, Pesa Jovanovski, Mladen Čakr-PASA, Nikola Algunjski, Vukadin Miljkinski, sacerdote Spasa Peljinski, Đorđe Vragoturski, Krsto Dragomanski, Apostol Žegnjanski, Stosa da Stepance, Mladenko Begovski, Spaso da Ramno, đele Arbanaški, Leksa Dlibočički.

Altre persone:
Stojan Vezenković, agente serbo, pianificatore

Denko Krstić, mercante

### Bibliografiche
1. 1 2 3 4 5 6 7 8  Krakov, 1990, p. 11.
2. ↑  Trbić, 1996, p. 32. "иако је за то било могућности, јер и Кумановски устанак, после 1878. год., и његов наставак Брсјачки устанак 1881. и 1882. год., били су под утицајем Србије и није било тешко нрогласити ове нове "културтрегере" за народне .."
3. 1 2 3 4 5  Georgevitch, 1918, p. 182.
4. ↑  Krakov, 1990, p. 8.
5. ↑  (EN) David MacKenzie, The Serbs and Russian Pan-Slavism, 1875-1878, Cornell University Press, 1967,  p. 7. URL consultato il 18 gennaio 2022.
6. 1 2   Sima M. Cirkovic, The Serbs, Blackwell Pub, 2004,  p. 224, ISBN 978-0-470-75468-9, OCLC 212124109. URL consultato il 18 gennaio 2022.
7. ↑   Celebration of Liberation Day of the city of Vranje | Serbian Orthodox Church [Official web site], su www.spc.rs. URL consultato il 18 gennaio 2022 (archiviato dall'url originale il 6 settembre 2015).
8. 1 2 3  Jovanović, 1937, p. 236.
9. 1 2 3 4 5  Georgevitch, 1918, pp. 181-182.
10. ↑  (EN) Belgrade (Serbia) Vojni muzej Jugoslovenske narodne armije, Fourteen Centuries of Struggle for Freedom, Military Museum, 1968,  p. xliv. URL consultato il 18 gennaio 2022.
11. 1 2 3 4 5 6 7 8 9 10 11  Institut za savremenu istoriju, 2007, p. 86.
12. 1 2 3 4 5 6 7 8  Krakov, 1990, p. 12.
13. ↑  (SR) Bosanska vila, 1904,  p. 12. URL consultato il 18 gennaio 2022.
14. ↑  Krakov, 1990,, pp. 13-14.
15. 1 2 3 4 5 6  Krakov, 1990,, p. 14.
16. 1 2 3 4 5 6 7 8 9  Krakov, 1990, p. 15.
17. 1 2 3 4 5 6 7 8 9  Krakov, 1990, p. 16.
18. 1 2 3 4  Georgevitch, 1918, p. 183.
19. 1 2 3 4  Jovanović, 1937, p. 237.
20. ↑  (EN) Konstantin Dimitrov Kosev, The April 1876 Uprising, Sofia Press, 1976,  p. 37. URL consultato il 18 gennaio 2022.
21. 1 2 3 4 5 6 7 8 9 10 11 12 13 14 15 16  Krakov, 1990, p. 17.
22. ↑  Krakov, 1990, p. 18.
23. ↑  (EN) Sofija Božić, Istorija i geografija: susreti i prožimanja: History and geography: meetings and permeations, Институт за новију историју Србије,Географски институт "Јован Цвијић" САНУ, Институт за славистку Ран, 1º aprile 2014,  p. 350, ISBN 978-86-7005-125-6. URL consultato il 18 gennaio 2022.
24. 1 2 3 4 5 6  Institut za savremenu istoriju, 2007, p. 87.
25. ↑  (SR) Босанска вила: лист за забаву, поуку и књижевност, Никола Т. Кашиковић., 1905. URL consultato il 18 gennaio 2022.
«Никола Т. Кашиковић. 1905. ... но долазимо те као Срби молити и преклињати, да прицима Тако су Турци, на бугарску доставу, 16. јуна 1878. ухватили на путу Скопље-Куманово Ристу Цветковића-Божинче, из Врања, ...»
26. ↑  Georgevitch, 1918, p. 184.
27. 1 2 3  Hadži-Vasiljević, 1928, p. 8.
28. 1 2 3 4  Hadži-Vasiljević, 1928, p. 9.
29. ↑  Georgevitch, 1918, pp. 182-183.
30. ↑  Hadži-Vasiljević, 1928, pp. 9-10.
31. ↑  Trbić, 1996, p. 32.
32. 1 2  Hadži-Vasiljević, 1928, p. 10.
33. ↑  Hadži-Vasiljević, 1928, p. 10., Jovanović, 1937, p. 237.